# Lapinsaari (ö i Finland, Norra Österbotten, Oulunkaari, lat 65,43, long 26,33)
Lapinsaari är en ö i Finland. Den ligger i sjön Saunajärvi och i kommunen Pudasjärvi i den ekonomiska regionen  Oulunkaari  och landskapet Norra Österbotten, i den centrala delen av landet, 600 km norr om huvudstaden Helsingfors. Öns area är 1,4 hektar och dess största längd är 170 meter i nord-sydlig riktning.